# Verneuil-le-Château
 Verneuil-le-Château  es una población y comuna francesa, situada en la región de  Centro, departamento de Indre y Loira, en el distrito de Chinon y cantón de Richelieu.

## Demografía
| 212 | 172 | 145 | 125 | 131 | 110 |
| Para los censos de 1962 a 1999 la población legal corresponde a la población sin duplicidades (Fuente: INSEE [Consultar]) |     |     |     |     |     |